# 豊川海軍工廠
豊川海軍工廠（とよかわかいぐんこうしょう）とは、愛知県豊川市にあった日本海軍の工廠。機銃、弾丸の製造を行った。東海地区では勿論、当時は東洋随一の規模とされた。
跡地のうち、第二次世界大戦後に名古屋大学の研究施設として使われていた一角を豊川市が整備し、2018年（平成30年）6月9日に豊川海軍工廠平和公園を開園した。

## 概要

### 設立準備
1937年（昭和12年）3月ころに航空機用機銃の生産のため計画され、仮称「2A廠」として三重県鈴鹿と愛知県豊川が候補にあがった。鈴鹿は大日本帝国海軍航空隊・鈴鹿航空隊が近くにあり立地条件は良かったが土地に多少起伏があり、その点が嫌われて第2候補地の豊川に決定した。1938年（昭和13年）7月頃から土地の買収が始まり、翌1939年（昭和14年）3月から造成が始まった。
施工：鴻池組ほか。

### 開廠・発展
1939年（昭和14年）12月15日に、当時の宝飯郡豊川町、牛久保町、八幡村の2町1村にまたがる594,400坪（約200ヘクタール）の地に5番目の海軍工廠として開廠する。開廠当初は機銃部、火工部と総務部、会計部からなり従業員約1,500名であった。1940年（昭和15年）から南東側の土地を買収、敷地を更に拡張した。太平洋戦争では航空機が戦闘の主役の一つとなり、航空機用機銃と対空機銃の需要が高まり工廠は急速に発展した。1945年（昭和20年）2月時点での従業員は職員400名、工員10,000名、徴用工員40,000名、動員学徒6,000名、計56,400名となり東洋一の規模となった。また工廠周辺には電気、ガスの供給設備、男女工員寄宿舎をそれぞれ10か所以上設置するなど、それらを含めると広さは330ヘクタールにも及んだ。
工廠では主に機銃と弾丸、信管の製造を行い、工廠の南部2/5は機械工場が建てられ、北部3/5は火薬類の扱いや火工作業場とされた。1944年（昭和19年）度の生産実績は機銃が25mm17,602、13mm1,000、航空機用30mm510、20mm8,500、13mm8,250挺などとなっている。また機銃弾薬の生産量は1945年（昭和20年）4月頃で月産約450万発となっていた。
道路については愛知県道5号（姫街道（本坂通））が拡張され、豊橋市に抜ける愛知県道400号が築造された。また鉄道は工廠への引き込み線（豊川鉄道西豊川支線、1943年（昭和18年）に鉄道省に買収）が1942年（昭和17年）5月12日に、西豊川駅も開業して10月1日（推定）より工員輸送列車の運転を開始した。また工廠への通勤のために名古屋鉄道が1945年（昭和20年）1月27日（『鉄道要覧』によると2月18日）に国府駅 - 市役所前駅（現在の諏訪町駅）間の軌道路線を開通させた。正門前には自転車置き場も用意されていた。この工廠の発展により1943年6月1日に国府町も含めた3町1村が合併して豊川市が成立する契機となった。

### 空襲
工廠への空襲は1944年（昭和19年）11月1日の偵察に始まり、1945年（昭和20年）に入り小規模なものが度々あったが大規模空襲は無かった。しかし1945年（昭和20年）8月7日10時30分、サイパン、テニアン、グアムから飛来したB-29爆撃機124機の爆撃を受け、30分間に500ポンド（250kg）爆弾3,256発（約800トン）が投下され工廠は壊滅した。
この空襲により、およそ2,500名が犠牲となった。詳細な犠牲者数は文献により相違があり、『被爆四十周年 嗚呼豊川海軍工廠』によると2,544名、『豊川海軍工廠の記録』によると一般人141名も犠牲となり合計2,670名、大島信雄の調査によると2,818名という。豊川市史編纂室の調べによると上記人数には8月7日以外の犠牲者も含まれており、再度集計し直した結果、合計2,667名となっている。勤労動員されていた中学生、女学生、高等科生徒からも多数の犠牲者が出、男193名、女259名、計452名にのぼった。この空襲の際に空襲警報や総員待避の命令はあったが、仕事を放棄する事が咎められるという思いで仕事を続ける、或いは仕事をする振りをして逃げるなどの行動をしていた。また工廠内での伝達が完全ではなく、西門では開門許可が下りず守衛が門を開けなかった。その為西門付近が爆撃され犠牲者が増えたと推測されている。工作兵が鉄条網を押し上げた所から逃げる者もいた。 

### 戦後
工廠は再建されることなくそのまま終戦を迎え、1945年（昭和20年）10月5日に廃止された。戦後の工廠跡地は警察予備隊豊川駐屯地（現在の陸上自衛隊豊川駐屯地）、日本国有鉄道豊川分工場（現在の日本車輌製造豊川製作所）、千代田光学（現在のコニカミノルタ瑞穂サイト）、豊川市役所、名古屋大学空電研究所（現在の名古屋大学太陽地球環境研究所）、熊谷組豊川工場（現在のテクノス株式会社）などになり、工員養成所や寄宿舎の跡地には、岡崎空襲で被災した岡崎高師や愛知第二師範が移転して、学制改革時までこれらの学校が存在した。
豊川稲荷公園内には空襲の犠牲者に対する供養塔があり、その他市内外の各地に数十の慰霊碑が建てられた。毎年8月7日には慰霊祭が行われる。また毎年夏には、豊川市桜ヶ丘ミュージアムで豊川海軍工廠展が開催される。

## 沿革
- 1937年（昭和12年）3月頃 - 航空機用機銃を生産する工廠を計画。
- 1938年（昭和13年）7月頃 - 用地買収開始。
- 1938年（昭和13年）10月1日 - 工廠建設準備委員会設立。
- 1939年（昭和14年）3月頃 - 土地の造成開始。
- 1939年（昭和14年）11月18日 - 海軍工廠令中改正ノ件（昭和14年11月18日勅令第775号）により名称を「豊川海軍工廠」とする[9]。
- 1939年（昭和14年）12月15日 - 開廠。
- 1940年（昭和15年）末より - 敷地拡張のため用地買収。
- 1941年（昭和16年）12月15日 - 光学部設置。
- 1942年（昭和17年）末 - 指揮兵器部設置（翌年5月1日設置の説もあり）。
- 1943年（昭和18年）12月 - 器材部設置（翌年4月設置の説もあり）。
- 1944年（昭和19年）秋ごろ - 緊急疎開が始まる。
- 1945年（昭和20年）8月7日 - 米軍の空襲により壊滅。施設の機能停止。
- 1945年（昭和20年）10月5日 - 廃止。
- 2018年（平成30年）6月9日 - 跡地の一角を整備し、豊川海軍工廠平和公園を開園[1]。

## 組織
- 機銃部
  - 第1機銃工場：陸用25mm機銃、7.7mm機銃製造
  - 第2機銃工場：空用13mm機銃製造
  - 第3機銃工場：陸用13mm機銃製造
  - 第4機銃工場：空用20mm機銃、30mm機銃製造
  - 銃身工場
  - 銃架工場など
- 火工部：機銃の弾丸、信管等の製造
  - 信管工場
  - 弾丸工場
  - 弾莢工場
  - 薬莢工場
  - 火薬工場
  - 装填工場など
- 光学部：測距儀、望遠鏡などの製造。
- 指揮兵器部：精密照準器の製造。
- 器材部：機銃部の一部と火工部の器材部門を統合。
  - 鋳造工場
  - 鍛造工場
  - 調質工場
  - 工具工場など
- 総務部
- 会計部
- 医務部
- 工員養成所

※ その他工廠外施設として豊川海軍共済病院、寄宿舎、海軍集会所などがあった。

## 工廠長
1. 神保勉一 少将：1939年（昭和14年）12月15日 - 1941年4月21日[10]
2. 相馬六郎 少将：1941年（昭和16年）4月21日[11] - 1943年11月1日[12]
3. 清水文雄 造兵少将：1943年（昭和18年）11月1日 - 1945年（昭和20年）11月20日[13]

## 跡地
- 陸上自衛隊豊川駐屯地
- 名古屋大学太陽地球環境研究所 豊川分室
- 豊川海軍工廠平和公園
- 日本車輌製造 豊川製作所
- 新東工業 豊川製作所
- 旭テック

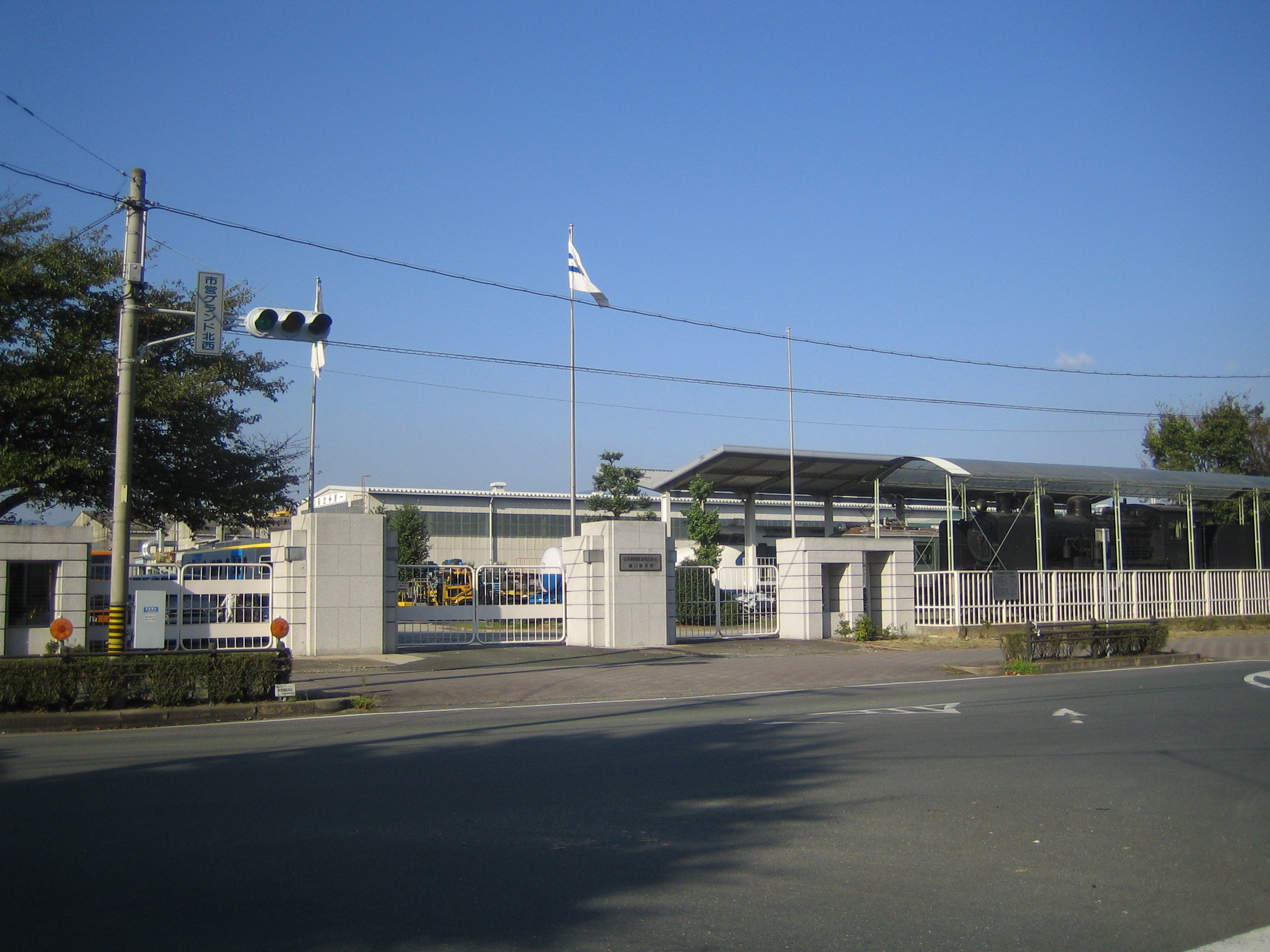
2008年（平成30年）現在の正門跡。日本車輌製造 豊川製作所の正門となっている。

- 旧熊谷組 豊川工場 / 現在のテクノス株式会社
- コニカミノルタ 瑞穂サイト

他

## 跡地見学会
年に2回見学会が行われている。豊川空襲があった日の8月7日に行われる夏の部と、たいてい2月の終わり頃の日曜日に行われ、より奥まで見ることのできる冬の部がある。